# Buty
Buty je česká populární hudební skupina, původně z Ostravy, která vznikla v roce 1986 ze skupin U238 a B komplex. Zakládajícími členy jsou Richard Kroczek a Radek Pastrňák. K nim se přidali Vít Kučaj, Ivan Myslikovjan a Luděk Piaseczný.
V hudbě skupiny Buty se mísí velké množství hudebních stylů (rock, folk, folklor různých etnik, country, jazz, reggae a další) s nápaditými a vtipnými texty.[zdroj?] Každé album se od předešlého výrazně odlišuje.[zdroj?] Od komorního[zdroj?] Pískej si pískej, k atmosférickému[zdroj?] Ppoommaalluu (část písní použité ke Svěrákovu filmu Jízda), pozitivitou nabitému[zdroj?] Dřevu (v těchto dvou albech většina kritiků shledává umělecký vrchol skupiny[zdroj?]), k mírně popovému[zdroj?] počinu Rastakayakwanna, experimentálnímu, avšak ne tak úplně koherentnímu[zdroj?] Kapradí, přes Normale (někdy chybně chápáno jako symbolizující nářky nad ostravským spolužitím Rómů a Čechů;[zdroj?] hudebně inspirováno Goranem Bregovičem[zdroj?]), až k albu Votom, které vznikalo pět let.[zdroj?] Píseň Hajcman blues tvoří hudební doprovod k filmu Roberta Sedláčka Sráči (2010). Zatím posledním albem je Duperele.
Název skupiny znamená „Boty“ v lašském nářečí, do kterého bylo slovo převzato z polštiny.

## Ocenění
- Český lev: 1994 – hudba k filmu Jízda režiséra Jana Svěráka
- Gramy: 1994 – objev roku, 1995 – skupina roku, album (Dřevo) a skladba („František“)
- České gramy: 1996 – nejlepší v kategorii pop-rock
- Anděl: 1997 – skupina, videoklip (Krtek), kategorie pop-rock, 1999 – skupina, album (Kapradí), 2000 – skladba („Nad stádem koní“)
- Český slavík: 1997 – 2. místo, 1998 – 3. místo
- nominace na Českého lva 2007 za hudbu k filmu Tajnosti od Alice Nellis[4]
- nominace na Českého lva 2010 za hudbu k filmu Mamas & Papas od Alice Nellis[5]

## Současní členové
(od září 2019)
- Radek Pastrňák – kytara, zpěv
- Richard Kroczek – bicí
- Petr Vavřík – baskytara
- Vlastimil Šmída – klávesy
- Milan Straka – dechové nástroje

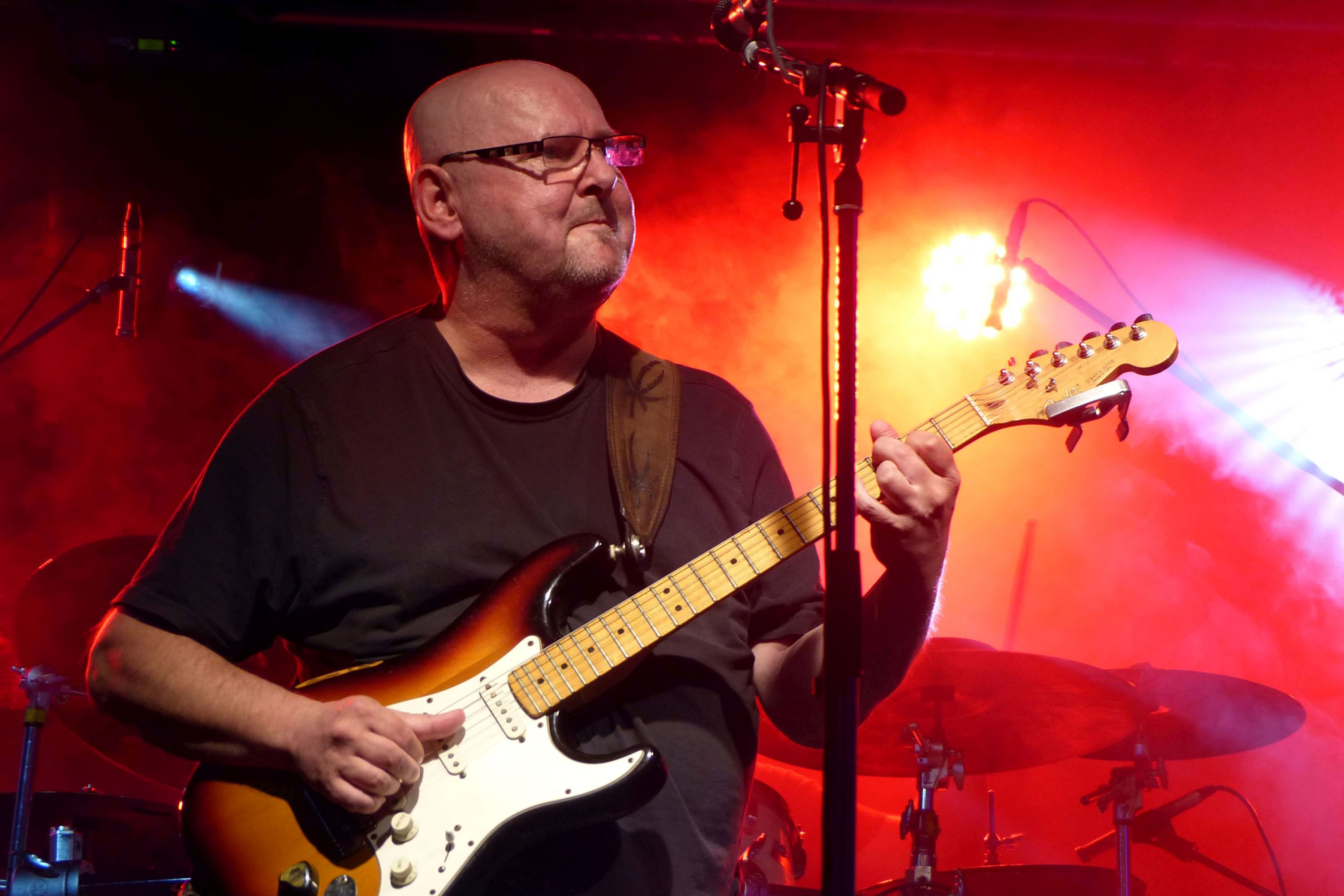
Radek Pastrňák
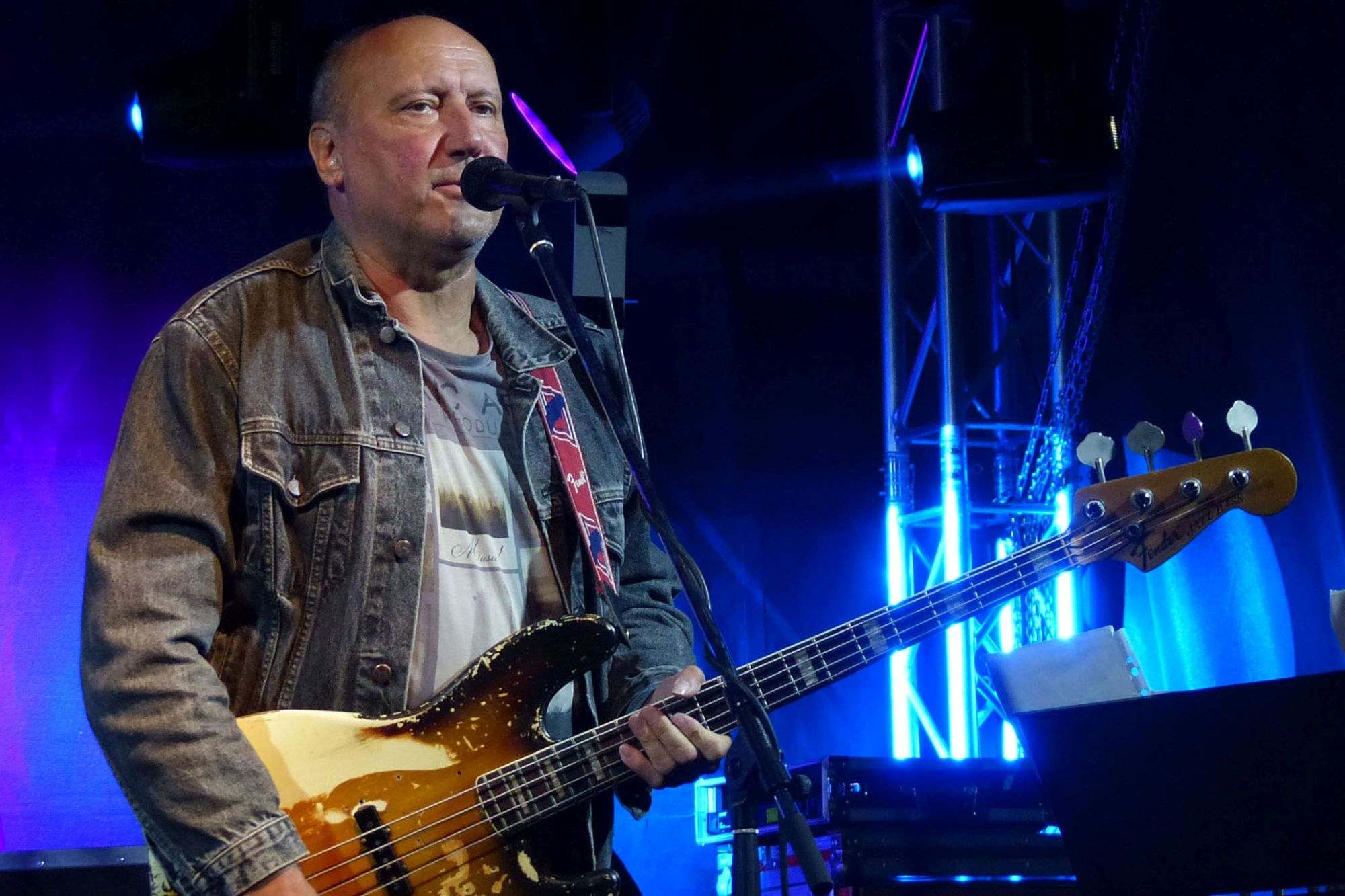
Petr Vavřík
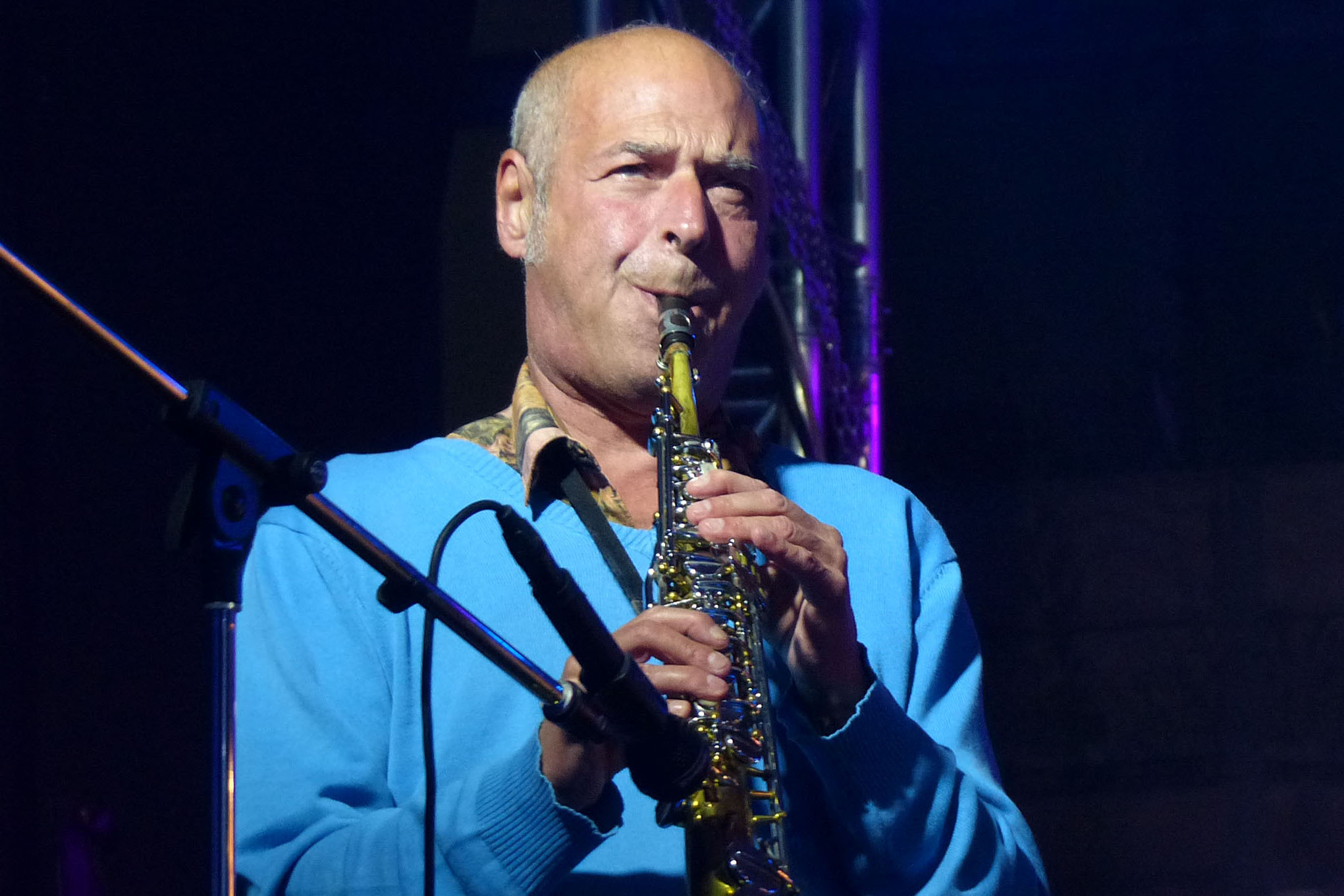
Milan Straka
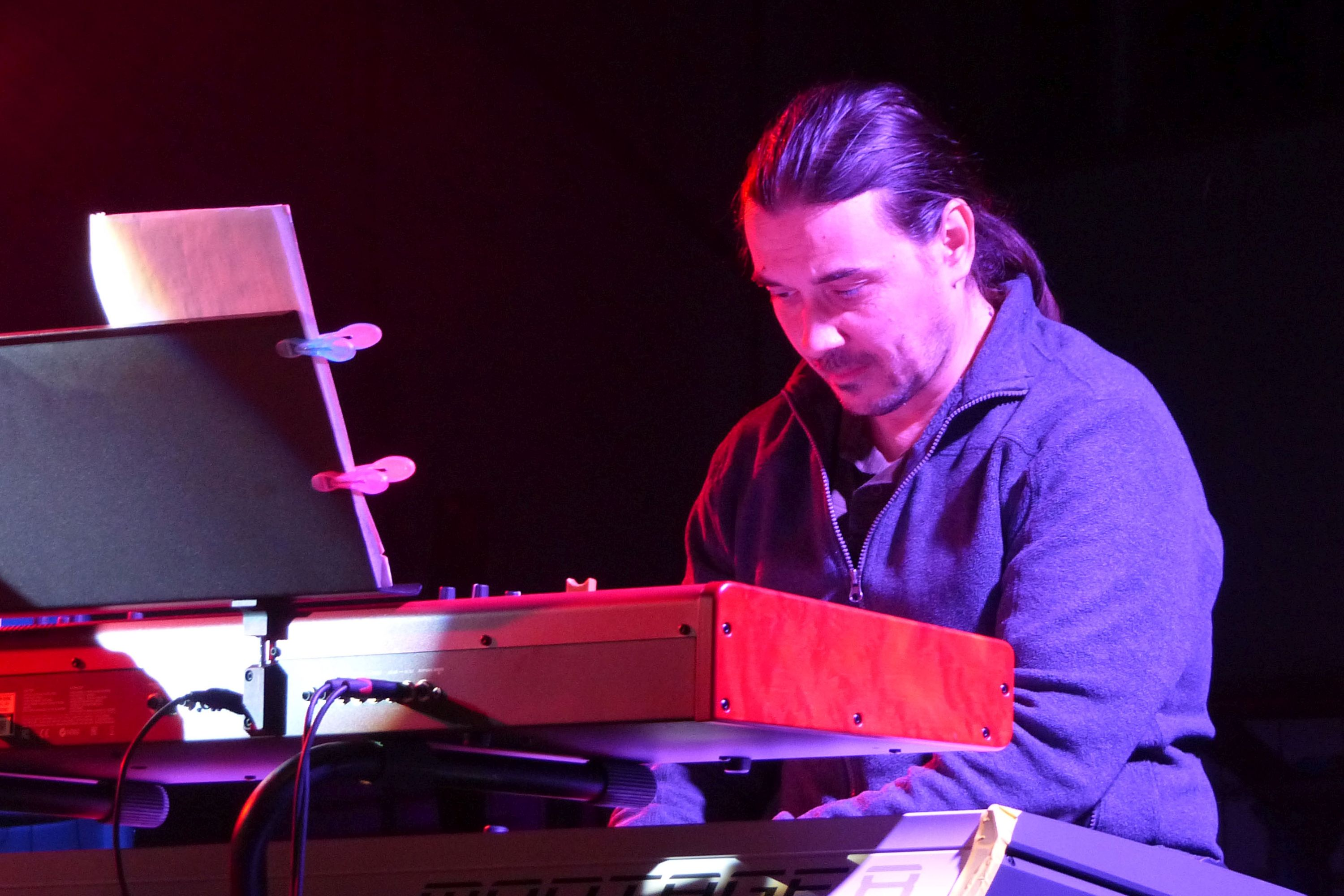
Vlastimil Šmída

## Diskografie

### Studiová alba
- 1992 – Pískej si, pískej
- 1994 – Ppoommaalluu
- 1995 – Dřevo
- 1997 – Rastakayakwanna
- 1999 – Kapradí
- 2001 – Normale
- 2006 – Votom
- 2012 – Duperele

### Kompilace
- 2003 – buTYKVAriát

### Koncertní nahrávky
- 2000 – Kosmostour

### Singly
- 1996 – „Malinkého ptáčka“
- 1999 – „Tata“